# Anthony Dumarey
Anthony Dumarey (19 augustus 1970) is een Belgisch vastgoedondernemer en politicus voor Open Vld. Hij was van januari 2019 tot november 2023 burgemeester van de stad Oudenburg, voorheen zetelde hij sinds 1994 als gemeenteraadslid in de gemeenteraad van Oudenburg. Sinds 2000 is hij verkozen als provincieraadslid voor Open Vld in de provincieraad van West-Vlaanderen. Professioneel is hij zaakvoerder van Residentie Vastgoed. In 2023 kwam hij in opspraak door mogelijke belangenvermenging als burgemeester bij het toekennen van vergunningen voor zijn vastgoedprojecten. 

## Professioneel
Wat in 1997 kleinschalig begon onder leiding van zaakvoerder Anthony Dumarey, resulteerde in een middelgrote onderneming. De hoofdnoemer "verkoop van onroerend goed" bleef, maar werd aangevuld met renovatie- en nieuwbouwprojecten. Voorheen was Dumarey werkzaam bij twee bouwfirma's waar hij de functie van commercieel afgevaardigde waarnam. Dit werd uitgegroeid tot het zelf beheren en verhandelen van onroerende goederen.

## Politiek

### Gemeenteraad
Onder de vleugels van Julien Demeulenaere, op dat moment lid van de Kamer van volksvertegenwoordigers, zette Dumarey begin jaren 1990 de eerste stappen in de politiek. In 1994 werd hij voor het eerst verkozen in de gemeenteraad van de stad Oudenburg. In 2000 werd hij voor het eerst lijsttrekker bij de lokale verkiezingen in Oudenburg. De partij won een zetel (van 6 naar 7) maar werd opnieuw naar de oppositiebanken verwezen.

### Provincieraad
In 2000 nam Dumarey ook voor het eerst deel aan de provincieraadsverkiezingen. Met succes werd hij verkozen als provincieraadslid voor de provincie West-Vlaanderen, een mandaat dat hij uitoefende tot eind 2024.
In 2006 en 2012 was Dumarey telkens lijsttrekker voor zowel de gemeenteraadsverkiezingen en de provincieraadsverkiezingen. In Oudenburg bleef Open Vld status quo. In de provincie West-Vlaanderen kon de partij voor het eerst sinds 100 jaar opnieuw deelnemen aan het bestuur. 
In 2014 nam Dumarey deel aan de federale verkiezingen vanop de eerste opvolgersplaats. Toen Kamerlid Sabien Lahaye-Battheu in december 2018 het federale niveau verliet om gedeputeerde te worden van de provincie West-Vlaanderen, kon Dumarey zijn intrede maken in de Kamer van volksvertegenwoordigers, maar hij verzaakte om de focus op zijn thuisstad Oudenburg te leggen.

### Burgemeester
In 2018 kwam de grote sprong vooruit: Open Vld won de verkiezingen en steeg het naar 9 zetels. Dumarey nam het initiatief om een coalitie te vormen met sp.a en N-VA en is sinds 1 januari de 15de burgemeester van de stad Oudenburg.
Bij koninklijk besluit van 30 oktober 2018 werd Dumarey benoemd tot Ridder in de Leopoldsorde.

### Ontslag als burgemeester
Op 2 oktober 2023 nam Dumarey afstand van zijn positie als burgemeester, nadat er vermoedens waren van belangenvermenging tussen zijn politiek mandaat en zijn vastgoedkantoor. Er werd voorgesteld om zijn functie als burgemeester uit te kleden tot een ceremoniële functie, maar dat zag Dumarey niet zitten.

### Gemeenteraadsverkiezingen van 2024
In oktober 2024 werd hij opnieuw verkozen met een absolute meerderheid en kon een nieuw schepencollege voorstellen. Kort daarop lekten meer details over het onderzoek van Audit Vlaanderen tegen zijn persoon.. Hoewel dit onderzoek nog niet was afgerond, legde Dumarey op 7 januari 2025 opnieuw de eed af als burgemeester van Oudenburg.
Op 13 maart 2025 weigerde Vlaams minister van Binnenland Hilde Crevits Dumarey te benoemen tot burgemeester, vanwege de reeds genoemde belangenvermenging en andere lopende gerechtelijke onderzoeken. Dumarey besloot bij de Raad van State beroep aan te tekenen tegen deze beslissing. In afwachting van een definitief oordeel werd eerste schepen Stefaan Reynaert aangesteld tot waarnemend burgemeester. Op 4 april 2025 verwierp de Raad van State het beroep. Romina Vanhooren werd de nieuwe burgemeester.